# Liste de films français sortis en 1959
Listes de films français
- 1955
- 1956
- 1957
- 1958
- 1959
- 1960
- 1961
- 1962
- 1963

Liste non exhaustive de films français sortis en 1959

## 1959
| Titre                                                                          | Réalisateur                             | Distribution                                                | Genre                      | Notes      |
| ------------------------------------------------------------------------------ | --------------------------------------- | ----------------------------------------------------------- | -------------------------- | ---------- |
| 125, rue Montmartre                                                            | Gilles Grangier                         | Lino Ventura, Andréa Parisy, Robert Hirsch                  | policier                   |            |
| À double tour                                                                  | Claude Chabrol                          | Jean-Paul Belmondo, Jacques Dacqmine, Madeleine Robinson    | drame                      |            |
| Les Affreux                                                                    | Marc Allégret                           | Pierre Fresnay, Darry Cowl, Anne Colette                    | comédie                    |            |
| Les Amants de demain                                                           | Marcel Blistène                         | Édith Piaf, Michel Auclair, Armand Mestral                  | drame                      |            |
| L'Ambitieuse                                                                   | Yves Allégret                           | Andréa Parisy, Edmond O'Brien                               | drame                      |            |
| André Masson et les Quatre Éléments                                            | Jean Grémillon                          | André Masson                                                | documentaire               | 21 min     |
| Araya                                                                          | Margot Benacerraf                       | Laurent Terzieff                                            | documentaire               |            |
| Archimède le clochard                                                          | Gilles Grangier                         | Jean Gabin, Darry Cowl                                      | comédie                    |            |
| Arrêtez le massacre                                                            | André Hunebelle                         | Jean Richard, Corinne Marchand, Harold Kay                  | comédie dramatique         |            |
| Ars                                                                            | Jacques Demy                            | Bernard T. Michel                                           | court métrage              | 18 min     |
| Asphalte                                                                       | Hervé Bromberger                        | Françoise Arnoul, Massimo Girotti, Marcel Bozzuffi          | drame                      |            |
| Les Astronautes                                                                | Walerian Borowczyk                      | Michel Boschet, Ligia Branice                               | court métrage d'animation  | 14 min     |
| Babette s'en va-t-en guerre                                                    | Christian-Jaque                         | Brigitte Bardot, Jacques Charrier                           | comédie                    |            |
| Bal de nuit                                                                    | Maurice Cloche                          | Pascale Audret, Claude Titre, Sophie Daumier                | drame                      |            |
| La Bataille de Marathon                                                        | Jacques Tourneur                        | Steve Reeves, Mylène Demongeot                              | action                     |            |
| Les Bateliers de la Volga                                                      | Victor Tourjansky                       | John Derek, Elsa Martinelli, Jacques Castelot               | aventure                   |            |
| La Belle et l'Empereur                                                         | Axel von Ambesser                       | Romy Schneider, Jean-Claude Pascal                          | comédie                    |            |
| La Belle et le Tzigane                                                         | Jean Dréville, Márton Keleti            | Nicole Courcel, Gyula Buss, Colette Deréal, Julien Carette  | drame                      |            |
| La Belle Saison est proche                                                     | Jean Barral                             | voix de Youki Desnos, André Breton, Max Ernst, Jean Wiener… | court métrage documentaire | 20 min     |
| La Bête à l'affût                                                              | Pierre Chenal                           | Françoise Arnoul, Henri Vidal, Michel Piccoli               | policier                   |            |
| Bobosse                                                                        | Étienne Périer                          | Charles Bouillaud, Hubert Deschamps                         | comédie                    |            |
| Le Bonheur des autres                                                          | Louis Grospierre                        | texte de Paul Colline                                       | court métrage documentaire | 17 min     |
| Le Bossu                                                                       | André Hunebelle                         | Jean Marais, Bourvil, François Chaumette                    | de cape et d'épée          |            |
| Brèves Amours                                                                  | Camillo Mastrocinque, Giuliano Carnimeo | Vittorio De Sica, Michèle Morgan, Georges Marchal           | comédie de mœurs           |            |
| Brigade des mœurs                                                              | Maurice Boutel                          | Eddie Barclay, Dalida, Jean Tissier                         | policier                   |            |
| Ça n'arrive qu'aux vivants                                                     | Tony Saytor                             | Raymond Pellegrin, Magali Noël                              | policier                   |            |
| Ce corps tant désiré                                                           | Luis Saslavsky                          | Daniel Gélin, Dany Carrel, Maurice Ronet                    | drame                      |            |
| Chaleurs d'été                                                                 | Louis Félix                             | Michel Bardinet, Patricia Karim, Yane Barry                 | comédie érotique           |            |
| Le Chemin des écoliers                                                         | Michel Boisrond                         | Alain Delon, Bourvil, Paulette Dubost                       | drame                      |            |
| Cigarettes, Whisky et P'tites Pépées                                           | Maurice Régamey                         | Annie Cordy, Pierre Mondy, Nadine Tallier                   | comédie                    |            |
| Ciné ballets de Paris                                                          | Louis Cuny                              | Michèle Seigneuret                                          | documentaire               |            |
| Le Confident de ces dames                                                      | Jean Boyer                              | Fernandel, Ugo Tognazzi                                     | comédie                    |            |
| Les Cousins                                                                    | Claude Chabrol                          | Gérard Blain, Jean-Claude Brialy                            | comédie dramatique         |            |
| Croquemitoufle                                                                 | Claude Barma                            | Gilbert Bécaud, Mireille Granelli, Michel Roux              | comédie                    |            |
| Le Déjeuner sur l'herbe                                                        | Jean Renoir                             | Paul Meurisse, Catherine Rouvel                             | comédie                    |            |
| Délit de fuite                                                                 | Bernard Borderie                        | Antonella Lualdi, Félix Marten, Aimé Clariond               | policier                   |            |
| Des femmes disparaissent                                                       | Édouard Molinaro                        | Robert Hossein, Estella Blain,Philippe Clay                 | comédie policière          |            |
| Des logis et des hommes                                                        | Jean Dewever                            | voix de Roland Ménard                                       | documentaire               | 16 min     |
| Des ruines et des hommes                                                       | Pierre Kast, Marcelle Lioret            | –                                                           | documentaire               | 13 min     |
| Détournement de mineures                                                       | Walter Kapps                            | Franck Villard, Hélène Chanel, Michel Roux                  | policier                   |            |
| Deux Hommes dans Manhattan                                                     | Jean-Pierre Melville                    | Jean-Pierre Melville, Pierre Grasset                        | drame                      |            |
| Douze Heures d'horloge                                                         | Géza von Radványi                       | Lino Ventura, Laurent Terzieff, Hannes Messemer             | thriller                   |            |
| Les Dragueurs                                                                  | Jean-Pierre Mocky                       | Jacques Charrier, Anouk Aimée, Charles Aznavour             | comédie dramatique         |            |
| Drôles de phénomènes                                                           | Robert Vernay                           | Sophie Desmarets, Philippe Clay                             | comédie                    |            |
| Du rififi chez les femmes                                                      | Alex Joffé                              | Nadja Tiller, Robert Hossein, Roger Hanin                   | policier                   |            |
| ...Enfants des courants d'air                                                  | Édouard Luntz                           | enfants d’un bidonville                                     | court métrage, drame       | 26 min     |
| Énigme aux Folies Bergère                                                      | Jean Mitry                              | Bella Darvi, Charles Lemontier                              | policier                   |            |
| Entre la terre et le ciel                                                      | Carlos Vilardebó                        | Alain Leber                                                 | court métrage              | 22 min     |
| Les Étoiles de midi                                                            | Marcel Ichac                            | Lionel Terray, René Desmaison, Michel Vaucher               | docufiction                |            |
| Faibles Femmes                                                                 | Michel Boisrond                         | Alain Delon, Mylène Demongeot, Pascale Petit                | comédie                    |            |
| Le fauve est lâché                                                             | Maurice Labro                           | Lino Ventura, Paul Frankeur                                 | espionnage                 |            |
| La Femme et le Pantin                                                          | Julien Duvivier                         | Brigitte Bardot, Antonio Vilar, Jacques Mauclair            | drame                      |            |
| La fièvre monte à El Pao                                                       | Luis Buñuel                             | Gérard Philipe, María Félix, Jean Servais                   | drame                      |            |
| Filles de nuit                                                                 | Maurice Cloche                          | Georges Marchal, Nicole Berger, Claus Holm                  | drame                      |            |
| Le Fric                                                                        | Maurice Cloche                          | Jean-Claude Pascal, Raymond Rouleau, Eleonora Rossi Drago   | drame                      |            |
| Les Garçons                                                                    | Mauro Bolognini                         | Mylène Demongeot, Laurent Terzieff                          | drame                      |            |
| Le Gendarme de Champignol                                                      | Jean Bastia                             | Jean Richard, Véronique Zuber, Roger Pierre                 | comédie                    |            |
| Le Grand Chef                                                                  | Henri Verneuil                          | Fernandel, Gino Cervi, Florence Blot                        | comédie                    |            |
| La Guerre du silence                                                           | Claude Lelouch                          | –                                                           | documentaire               |            |
| Guinguette                                                                     | Jean Delannoy                           | Zizi Jeanmaire, Jean-Claude Pascal, Paul Meurisse           | comédie dramatique         |            |
| Hiroshima mon amour                                                            | Alain Resnais                           | Emmanuelle Riva                                             |                            |            |
| Histoire d'un poisson rouge                                                    | Edmond Séchan                           | –                                                           | court métrage              | 19 min     |
| L'Île du bout du monde                                                         | Edmond T. Gréville                      | Magali Noël, Dawn Addams, Christian Marquand                | drame                      |            |
| Images pour Baudelaire                                                         | Pierre Kast                             | Yves Gasc, Anne Colette                                     | court métrage              | 19 min     |
| L'Increvable                                                                   | Jean Boyer                              |                                                             |                            |            |
| J'irai cracher sur vos tombes                                                  | Michel Gast, Christian Marquand         | Christian Marquand, Antonella Lualdi                        | drame                      |            |
| Julie la Rousse                                                                | Claude Boissol                          | Daniel Gélin, Pascale Petit                                 | comédie                    |            |
| La Jument verte                                                                | Claude Autant-Lara                      | Bourvil                                                     | comédie                    |            |
| Katia                                                                          | Robert Siodmak                          | Romy Schneider, Curd Jürgens                                | drame                      |            |
| Les Liaisons dangereuses 1960                                                  | Roger Vadim                             | Gérard Philipe, Jeanne Moreau                               | drame                      |            |
| La Loi                                                                         | Jules Dassin                            | Gina Lollobrigida, Pierre Brasseur, Marcello Mastroianni    | drame                      |            |
| Maigret et l'Affaire Saint-Fiacre                                              | Jean Delannoy                           | Jean Gabin, Valentine Tessier, Michel Auclair               | policier                   |            |
| Marie-Octobre                                                                  | Julien Duvivier                         | Danielle Darrieux, Paul Meurisse, Bernard Blier             | drame                      |            |
| La Marraine de Charley                                                         | Pierre Chevalier                        | Fernand Raynaud, Claude Véga, Pierre Bertin                 | comédie                    |            |
| Match contre la mort                                                           | Claude Bernard-Aubert                   | Gérard Blain, Antonella Lualdi, Pierre Bellemare            | drame                      |            |
| Messieurs les ronds-de-cuir                                                    | Henri Diamant-Berger                    | Noël-Noël, Pierre Brasseur, Michel Serrault                 | comédie                    |            |
| Minute papillon                                                                | Jean Lefebvre                           | Fernand Raynaud, André Gabriello                            | comédie                    |            |
| Mon pote le gitan                                                              | François Gir                            | Louis de Funès, Jean Richard                                | comédie                    |            |
| Les Motards                                                                    | Jean Laviron                            | Roger Pierre, Jean-Marc Thibault, Francis Blanche           | comédie                    |            |
| Musée Grévin                                                                   | Jacques Demy                            | Michel Serrault                                             | Court métrage              | 21 min     |
| Nathalie, agent secret                                                         | Henri Decoin                            | Martine Carol, Félix Marten                                 | espionnage                 |            |
| Les Naufrageurs                                                                | Charles Brabant                         | Henri Vidal, Dany Carrel                                    | aventure                   |            |
| Nina                                                                           | Jean Boyer                              | Sophie Desmarets, Jean Poiret                               | comédie                    |            |
| La Nuit des espions                                                            | Robert Hossein                          | Marina Vlady, Robert Hossein, Michel Etcheverry             | espionnage                 |            |
| La Nuit des traqués                                                            | Bernard Roland                          | Juliette Mayniel, Sami Frey, Philippe Clay                  | drame                      |            |
| Nuits de Pigalle                                                               | Georges Jaffé                           | Yves Deniaud, Danielle Godet, Roland Armontel               |                            |            |
| Oh ! Qué mambo                                                                 | John Berry                              | Dario Moreno, Magali Noël                                   | comédie                    |            |
| Orfeu Negro                                                                    | Marcel Camus                            | Marpessa Dawn, Marcel Camus                                 | comédie dramatique         | Palme d'or |
| Péché de jeunesse                                                              | Louis Duchesne                          | Madeleine Robinson, Agnès Laurent                           | comédie dramatique         |            |
| Pêcheur d'Islande                                                              | Pierre Schoendoerffer                   | Jean-Claude Pascal, Charles Vanel, Juliette Mayniel         | mélodrame                  |            |
| Le Petit Pêcheur de la mer de Chine                                            | Serge Hanin                             | voix de Jacques Berthier                                    | court métrage              | 26 min     |
| Le Petit Prof                                                                  | Carlo Rim                               | Darry Cowl, Yves Robert                                     | comédie                    |            |
| Pickpocket                                                                     | Robert Bresson                          | Martin LaSalle, Marika Green                                | drame                      |            |
| Pourquoi viens-tu si tard ?                                                    | Henri Decoin                            | Michèle Morgan, Henri Vidal                                 | drame                      |            |
| Quai des illusions                                                             | Émile Couzinet                          | Gaby Morlay, Louis Seigner                                  | drame                      |            |
| Les Quatre Cents Coups                                                         | François Truffaut                       | Jean-Pierre Léaud, Claire Maurier                           | comédie dramatique         |            |
| Ramuntcho                                                                      | Pierre Schoendoerffer                   | Mijanou Bardot, Albert Dinan                                | comédie dramatique         |            |
| Les Rendez-vous du diable                                                      | Haroun Tazieff                          | texte : Paul Guimard et R.M. Arlaud                         | documentaire               |            |
| Rue des prairies                                                               | Denys de La Patellière                  | Jean Gabin, Marie-José Nat                                  | mélodrame                  |            |
| Sans tambour ni trompette                                                      | Helmut Käutner                          | Hardy Krüger, Jean Richard                                  | comédie                    |            |
| Secret professionnel                                                           | Raoul André                             | Raymond Pellegrin, Dawn Addams                              | comédie dramatique         |            |
| La Sentence                                                                    | Jean Valère                             | Robert Hossein, Marina Vlady, Roger Hanin                   | drame                      |            |
| Signé Arsène Lupin                                                             | Yves Robert                             | Robert Lamoureux, Alida Valli                               | comédie policière          |            |
| Soupe au lait                                                                  | Pierre Chevalier                        | Geneviève Kervine, Jean Bretonnière                         | comédie                    |            |
| Sur le passage de quelques personnes à travers une assez courte unité de temps | Guy Debord                              | voix de Jean Harnois, Guy Debord, et Claude Brabant         | essai                      | 19 min     |
| La Tête contre les murs                                                        | Georges Franju                          | Pierre Brasseur, Paul Meurisse                              | drame                      |            |
| Toi, le venin                                                                  | Robert Hossein                          | Marina Vlady, Robert Hossein, Odile Versois                 | policier                   |            |
| Tous les garçons s'appellent Patrick                                           | Jean-Luc Godard                         | Jean-Claude Brialy, Nicole Berger                           | comédie                    | 21 min     |
| Le travail c'est la liberté                                                    | Louis Grospierre                        | Raymond Devos, Gérard Séty, Sami Frey                       | comédie                    |            |
| Les Tripes au soleil                                                           | Claude Bernard-Aubert                   | Jacques Richard, Grégoire Aslan                             | comédie dramatique         |            |
| Tu es Pierre                                                                   | Philippe Agostini                       | voix de Daniel-Rops                                         | documentaire               |            |
| Un témoin dans la ville                                                        | Édouard Molinaro                        | Lino Ventura, Sandra Milo                                   | policier                   |            |
| Une simple histoire                                                            | Marcel Hanoun                           | Raymond Jourdan, Gilette Barbier                            | drame                      |            |
| La Vache et le Prisonnier                                                      | Henri Verneuil                          | Fernandel                                                   | comédie                    |            |
| La Valse du Gorille                                                            | Bernard Borderie                        | Roger Hanin, Charles Vanel, Yves Barsacq                    | comédie, espionnage        |            |
| Le vent se lève                                                                | Yves Ciampi                             | Curd Jürgens, Mylène Demongeot                              | aventure                   |            |
| Véronique et son cancre                                                        | Éric Rohmer                             | Nicole Berger                                               | court métrage, comédie     | 19 min     |
| La Verte Moisson                                                               | François Villiers                       | Pierre Dux, Dany Saval                                      | drame                      |            |
| Visa pour l'enfer                                                              | Alfred Rode                             | Jean Gaven, Claudine Dupuis                                 | policier                   |            |
| Voulez-vous danser avec moi ?                                                  | Michel Boisrond                         | Brigitte Bardot, Henri Vidal                                | comédie policière          |            |
| Vous n'avez rien à déclarer ?                                                  | Clément Duhour                          | Darry Cowl, Michèle Girardon                                | comédie                    |            |
| Y'en a marre                                                                   | Ivan Govar                              | Pierre Trabaud, Dominique Wilms                             | thriller                   |            |
| Les Yeux de l'amour                                                            | Denys de La Patellière                  | Danielle Darrieux, Jean-Claude Brialy, Françoise Rosay      | drame                      |            |